# Tre B
Tre B è un'espressione coniata nel 1854 da Peter Cornelius, elevando Berlioz all'altezza di Bach e Beethoven tra i maggiori compositori di musica classica. In seguito, il direttore d'orchestra Hans von Bülow sostituì Brahms a Berlioz.

## Origini
In un articolo sulla Berliner Allgemeine Musikalische Zeitung, Cornelius presentò Berlioz come la terza B, concludendo nell'acclamazione "Bach, Beethoven, Berlioz!". Decenni dopo, per un amico, Bülow ideò una sorta di calembour: "Mein musikalisches Glaubensbekenntniss steht in Es dur, mit drei B-en in der Vorzeichnung: Bach, Beethoven, und Brahms!" ("Il mio credo musicale è nel mi bemolle maggiore, che ha tre B in chiave: Bach, Beethoven e Brahms!"). Bülow fu suggestionato per anni dall'idea di una sorta di Trinità della musica classica, al punto che negli anni 1880 scriveva: "Credo in Bach, il Padre, Beethoven, il Figlio, e Brahms, lo Spirito Santo della musica". Aveva del resto istituito un collegamento tra Beethoven e Brahms, riferendosi alla prima sinfonia di quest'ultimo come a una Decima di Beethoven, anche se Brahms non gradì il confronto, leggendovi un'insinuazione di plagio anziché l'omaggio che era nelle intenzioni. In precedenza, dopo un analogo apprezzamento di Paganini nel 1838, lo stesso Bülow aveva definito Berlioz "l'immediato e più vigoroso erede di Beethoven", due anni prima dell'articolo di Cornelius. Il compositore britannico David Matthews ha sostenuto che una "quarta B" di tale discendenza potrebbe essere l'inglese Britten.

## Nella cultura popolare
- In una striscia dei Peanuts, pubblicata il 22 febbraio 1952, Schroeder afferma: "You've heard of Bach, Brahms, and Beethoven, right? Well from now on it's going to be Schubert, Schumann, and Schroeder" ("Hai sentito parlare di Bach, Brahms e Beethoven, no? Be', d'ora in poi saranno Schubert, Schumann e Schroeder").[7]